# Червона стрічка

Червона стрічка

Червона стрічка — символ боротьби зі СНІДом, обов'язковий атрибут відповідних акцій.

## Ідея створення
Ідея створення червоної стрічки була прийнята групою «Visual AIDS». Оскільки організація складалася з професійних художників і менеджерів мистецтва, реклама символу боротьби зі СНІДом була зроблена вельми вдало. Ось уривок із ранньої рекламної листівки «Visual AIDS»: «Відріжте червону стрічку 6 см завдовжки, потім скрутіть у верхній частині у формі переверненої «V». Використовуйте англійську шпильку, щоб прикріпити її до одягу».

## Визнання
Проєкт «Червона стрічка» був офіційно розпочатий на 45-й щорічній церемонії вручення нагород «Tony Awards» 2 червня 2000 року. Всім номінантам і учасникам було запропоновано (і досить успішно) надіти такі стрічки. Згідно пресрелізу, який анонсує проєкт «Червона стрічечка»:
Червона стрічка стане символом нашого співчуття, підтримки і надії на майбутнє без СНІДу. Найбільша надія, пов'язана з цим проєктом — це те, що до 1 грудня, Всесвітнього дня боротьби зі Снідом, ці стрічки носитимуть у всьому світі.
Червона стрічка завоювала величезну популярність. За наступні кілька років стрічка стала частиною дрес-кода для обраних не тільки на церемоніях Тоні, але і на Оскари і Еммі також.
Звична червона стрічка не тільки розійшлася мільярдами екземплярів по всьому світу, але частково видозмінилася. В Іспанії, наприклад, на звичайному символ боротьби зі Снідом з'явилося зображення сонця, яке уособлює життя в латинській культурі. Такий артоб'єкт супроводжується приміткою у вигляді рівності: зображення стрічки + зображення сонця="Lucha Latina Contra el SIDA" (Боротьба Латино Проти Сніду). В Африці і в афроамериканском співтоваристві стрічка змінюється з допомогою традиційного кольору. Університет Еморі, працюючи з духовними лідерами чорного співтовариства, створив електронний ескіз вітража, що містить червону стрічку, який пропонується чорної церкви для використання в їх матеріалах на тему СНІДу.